# Équipe de Biélorussie féminine de basket-ball
Cet article traite de l'équipe féminine. Pour l'équipe masculine, voir Équipe de Biélorussie masculine de basket-ball.
Maillots
L'équipe de Biélorussie féminine de basket-ball est l'équipe nationale qui représente la Biélorussie dans les compétitions internationales féminines de basket-ball. Elle est placée sous l'égide de la Fédération biélorusse de basket-ball.

## Histoire

### 2016
En 2016, les Biélorusses parviennent à accrocher la dernière place qualificative pour les jeux olympiques de Rio face à des Sud-Coréennes qui les avaient pourtant défaites plus tôt dans le tournoi de qualification olympique. Dominantes au rebond (50 à 35) avec Alena Leuchanka (8 points, 11 rebonds et 3 passes décisives) et Anastasiya Verameyenka (11 points, 15 rebonds et 3 contres), couplé au talent offensif de Lindsey Harding (17 points et 3 passes décisives), les Sud-Coréennes n'ont pas eu leur réussite habituelle à trois points (3/23 pour l'équipe contre 3/3 pour la seule Tatyana Troina).

## Résultats

### Palmarès
| Compétitions mondiales                             | Compétitions continentales       |
| -------------------------------------------------- | -------------------------------- |
| - Jeux olympiques - Néant - Coupe du monde - Néant | - EuroBasket - Troisième en 2007 |

### Parcours en compétitions internationales

#### Jeux olympiques
| Année | Position                      |      | Année         | Position |               | Année | Position |
| 1976  | Membre de l' Union soviétique | 1996 | Non qualifiée | 2016     | 9e            |       |          |
| 1980  | Membre de l' Union soviétique | 2000 | Non qualifiée | 2020     | Non qualifiée |       |          |
| 1984  | Membre de l' Union soviétique | 2004 | Non qualifiée | 2024     | Non qualifiée |       |          |
| 1988  | Membre de l' Union soviétique | 2008 | 6e            | 2028     | -             |       |          |
| 1992  | Membre de l' Équipe unifiée   | 2012 | Non qualifiée | 2032     | -             |       |          |

#### Coupe du monde
| Année | Position                      |      | Année                         | Position |               | Année | Position |
| 1953  | Membre de l' Union soviétique | 1979 | Membre de l' Union soviétique | 2006     | Non qualifiée |       |          |
| 1957  | Membre de l' Union soviétique | 1983 | Membre de l' Union soviétique | 2010     | 4e            |       |          |
| 1959  | Membre de l' Union soviétique | 1986 | Membre de l' Union soviétique | 2014     | 10e           |       |          |
| 1964  | Membre de l' Union soviétique | 1990 | Membre de l' Union soviétique | 2018     | Non qualifiée |       |          |
| 1967  | Membre de l' Union soviétique | 1994 | Non qualifiée                 | 2022     | Retiré        |       |          |
| 1971  | Membre de l' Union soviétique | 1998 | Non qualifiée                 | 2026     | -             |       |          |
| 1975  | Membre de l' Union soviétique | 2002 | Non qualifiée                 | 2030     | -             |       |          |

#### EuroBasket
| Année | Position                      |      | Année                         | Position |               | Année | Position |
| 1938  | Membre de l' Union soviétique | 1976 | Membre de l' Union soviétique | 2003     | Non qualifiée |       |          |
| 1950  | Membre de l' Union soviétique | 1978 | Membre de l' Union soviétique | 2005     | Non qualifiée |       |          |
| 1952  | Membre de l' Union soviétique | 1980 | Membre de l' Union soviétique | 2007     | Troisième     |       |          |
| 1954  | Membre de l' Union soviétique | 1981 | Membre de l' Union soviétique | 2009     | 4e            |       |          |
| 1956  | Membre de l' Union soviétique | 1983 | Membre de l' Union soviétique | 2011     | 9e            |       |          |
| 1958  | Membre de l' Union soviétique | 1985 | Membre de l' Union soviétique | 2013     | 5e            |       |          |
| 1960  | Membre de l' Union soviétique | 1987 | Membre de l' Union soviétique | 2015     | 4e            |       |          |
| 1962  | Membre de l' Union soviétique | 1989 | Membre de l' Union soviétique | 2017     | 15e           |       |          |
| 1964  | Membre de l' Union soviétique | 1991 | Membre de l' Union soviétique | 2019     | 13e           |       |          |
| 1966  | Membre de l' Union soviétique | 1993 | Non qualifiée                 | 2021     | 4e            |       |          |
| 1968  | Membre de l' Union soviétique | 1995 | Non qualifiée                 | 2023     | Exclue        |       |          |
| 1970  | Membre de l' Union soviétique | 1997 | Non qualifiée                 | 2025     | Exclue        |       |          |
| 1972  | Membre de l' Union soviétique | 1999 | Non qualifiée                 | 2027     | -             |       |          |
| 1974  | Membre de l' Union soviétique | 2001 | Non qualifiée                 | 2029     | -             |       |          |